# باتريك بالداسارا
باتريك بالداسارا (بالفرنسية: Patrick Baldassara)‏ (25 يوليو 1952 في ليون) لاعب كرة قدم فرنسي معتزل كان يجيد اللعب في مركز الظهير .

## وصلات خارجية
- باتريك بالداسارا على موقع قاعدة بيانات كرة القدم.إي يو (الإنجليزية)